# Jacques Rousseau
Jacques Rousseau (Saint-Claude, 10 marzo 1951 – Saint-Denis, 14 febbraio 2024) è stato un lunghista francese.

## Palmarès

### Europei
- 1 medaglia:
  - 1 oro (Praga 1978)

### Europei indoor
- 2 medaglie:
  - 2 ori (Katowice 1975; Monaco di Baviera 1976)